# Рындинское сельское поселение (Порецкий район)
Ры́ндинское се́льское поселе́ние (чув. Рындино ял тăрăхĕ) — муниципальное образование в Порецком районе Чувашской Республики Российской Федерации.
Административный центр — село Рындино.

## История
Статус и границы сельского поселения установлены Законом Чувашской Республики от 24 ноября 2004 года № 37 «Об установлении границ муниципальных образований Чувашской Республики и наделении их статусом городского, сельского поселения, муниципального района и городского округа»

## Население
| 2010 | 2012 | 2013 | 2014 | 2015 | 2016 | 2017 |
| ---- | ---- | ---- | ---- | ---- | ---- | ---- |
| 476  | ↘460 | ↘449 | ↘433 | ↘412 | ↘392 | ↘387 |
| 2018 | 2019 | 2020 | 2021 |      |      |      |
| ↘376 | ↘350 | ↘338 | ↗343 |      |      |      |

## Состав сельского поселения
| № | Населённый пункт | Тип населённого пункта       | Население |
| - | ---------------- | ---------------------------- | --------- |
| 1 | Рындино          | село, административный центр | ↘462      |
| 2 | Турдаково        | село                         | →13       |